# جوناثان مور (موسيقي)
جوناثان مور (بالإنجليزية: Jonathan Moore)‏ هو موسيقي أمريكي، ولد في 22 أبريل 1969 في سياتل في الولايات المتحدة، وتوفي بنفس المكان في 8 مارس 2017.

## وصلات خارجية
- جوناثان مور على موقع ميوزك برينز (الإنجليزية)
- جوناثان مور على موقع أول ميوزيك (الإنجليزية)
- جوناثان مور على موقع ديسكوغز (الإنجليزية)